# 海山一坑
海山一坑位於今天台灣新北市三峽區的煤礦，今天已經改建為恩主公醫院的橫溪恩主公護理之家。

## 沿革
這個礦坑最早是蘇姓父子試掘，不過發生意外崩塌死於坑內，之後開設登記為宏明煤礦，1955年改登記為天富煤礦，由台灣省議會省議員藍茂松經營，1960年改由陳天賜和黃欉之子黃忠臣等承接經營權，從臺灣省礦務局取得礦業字第三五八號、臺濟採字第二一六一號，礦區面積826,35公頃，陳天賜對待礦工善樂好施，礦工們團結向心力強，海山一坑引進開採重型機具，使得開採量連連創新高。1984年12月5日發生嚴重礦災，1985年9月21日重新准予開採，直到1988年因為不敵進口的競爭而停業，陳天賜和黃忠臣等將海山一坑的土地所有權，以便宜的價格轉售給行天宮，2016年改建為橫溪恩主公護理之家。

## 開採量
- 1962年：23,761 公噸[6]
- 1963年：39,785 公噸
- 1964年：30,713 公噸
- 1970年：49,183 公噸
- 1971年：49,298 公噸
- 1972年：48,702 公噸
- 1973年：48,188 公噸
- 1974年：33,060 公噸
- 1975年：49,664 公噸
- 1976年：51,033 公噸
- 1977年：53,293 公噸

## 礦災
1984年12月5日位於最底層的七本東坑道爆炸，造成93人罹難，僅周宗魯一人靠吃人肉、喝尿熬過96小時幸運獲救，罹難礦工獲得勞保567,000元、礦場撫卹每人525,000元、省政府、縣政府、鎮公所及各界捐款，每一名罹難礦工家屬獲得1,700,000元的撫恤金，同年還有今土城區海山煤礦、今瑞芳區煤山煤礦災變，合稱臺灣煤礦73年三大災變。